# Língua pyu

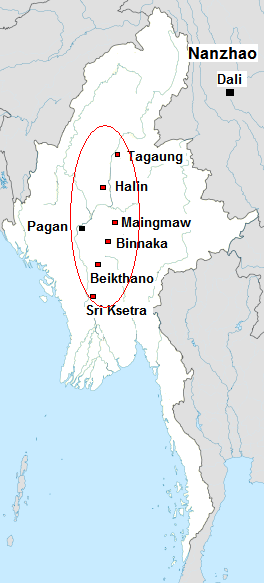
Cidades-estados Pyu no século VIII; Pagan e mostrado somente para comparação por não ser contemporâneo as cidades-estados Pyu

A língua pyu(pyu)é uma extinta língua tibeto-birmanesa, que era falada principalmente no atual centro da Birmânia (Myanmar) no primeiro milênio d.C. Foi o vernáculo das cidades-estados Pyu, que prosperaram entre o segundo século a.C. e o IX século d.C. Seu uso diminuiu a partir do final do século IX, quando o povo Bamar do Reino de Nanzhao começou a subjugar as cidades-estados Pyu. A linguagem ainda estava em uso, pelo menos em inscrições reais do Reino de Pagan, até o final do século XII. Tornou-se extinta no século XIII, devido a ascensão da língua birmanesa, a linguagem do Reino de Pagan na Birmânia superior, antigo reino Pyu.
O pyu era uma escrita brami. Estudos mais recentes sugerem que o pyu pode ter sido a fonte do sistema de escrita usado pelo idioma mon e birmanês.